# Jamawar
Jamawar (von Jama ‚Gewand‘ und war ‚Yard‘, synonym Barghebed oder Kitraz) ist ein breiter gewebter Schal aus Indien. Einer anderen Quelle zufolge bezeichnet Jamawar einen durchgängig gemusterten breiten Schal aus der Region Kaschmir, der in der Mogulzeit als Umhang getragen wurde. Er wird traditionell als Umhang um den Oberkörper getragen. Meistens wird ein Jamawar aus Pashmina gefertigt, in günstigerer Form auch aus Baumwolle oder Polyester. Ein Jamawar wird meistens in Leinwandbindung oder Twillbindung gewebt. Jamawars sind oft gestreift und umfangreich bestickt (Sozni-Stich) mit Seide, Pashmina oder Polyester. Jamawars sind in ihrer Bestickung häufig floral bemustert (kairy-Muster, darunter das Paisleymuster). Bekannte Jamawar-Typen sind der Banarasi Jamawar und der Kashmir Jamawar.

Jamawar aus dem Mogulreich
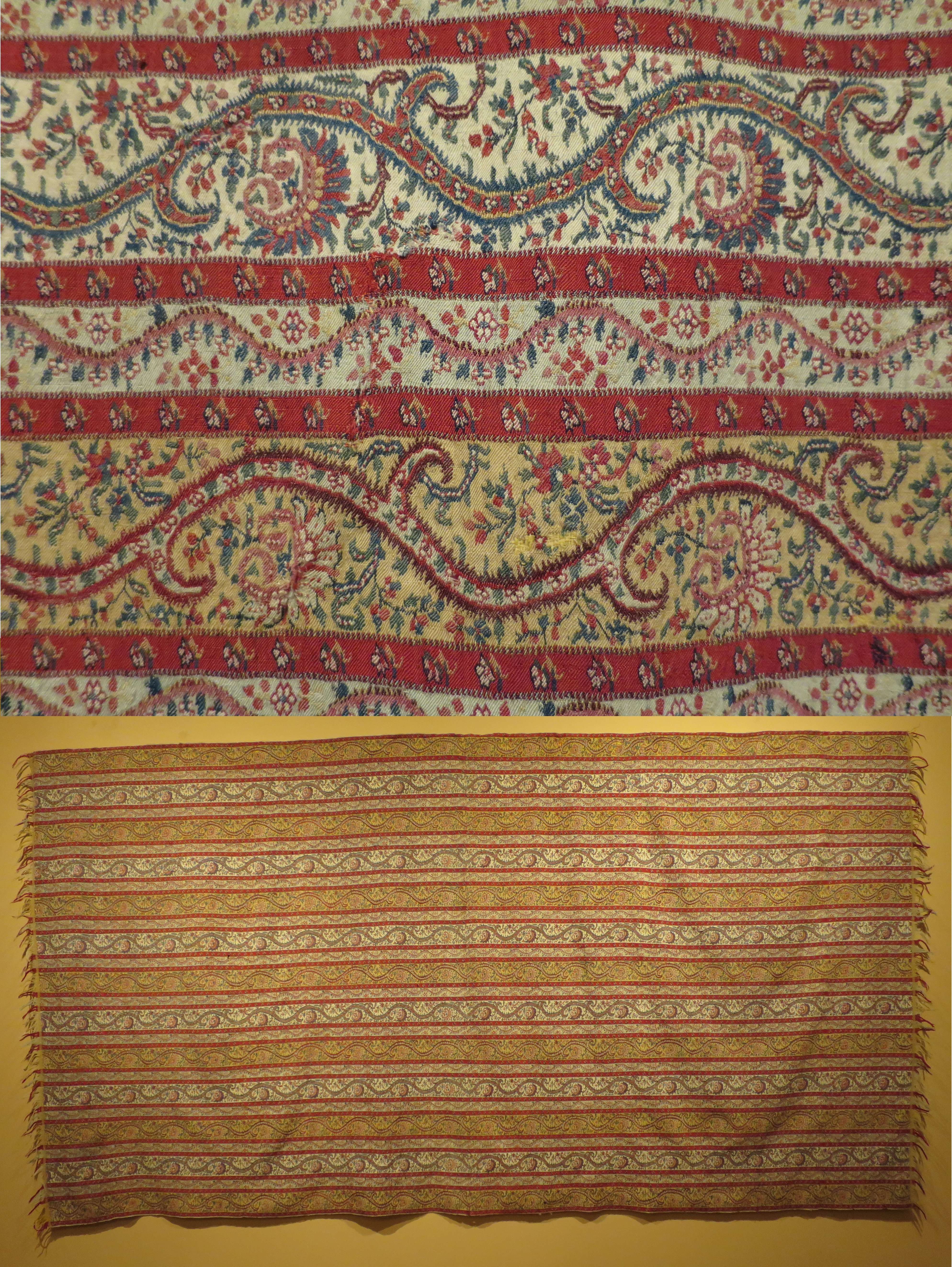
Jamawar, frühes 19. Jahrhundert

## Geschichte
Aufgrund der aufwändigen Herstellung wurden Jamawars ursprünglich im Mogulreich für den Adel produziert. Akbar ließ Weber aus umliegenden Ländern in Kaschmir ansiedeln, um Kaschmirwolle zu verarbeiten. Heutzutage werden Jamawars in Kaschmir, Punjab und Delhi hergestellt.